# (34949) 4111 T-1
4111 T-1 (asteroide 34949) é um asteroide da cintura principal. Possui uma excentricidade de 0.09427300 e uma inclinação de 4.53986º.
Este asteroide foi descoberto no dia 26 de março de 1971 por Cornelis Johannes van Houten e Ingrid van Houten-Groeneveld e Tom Gehrels em Palomar.